# Elias 2-27
Elias 2-27 (2MASS J16264502-2423077) es una estrella en la categoría de objeto estelar joven con un disco protoplanetario a su alrededor. Está ubicado en la Nube Molecular de Ophiuchus, una estrella-región de formación en la constelación de Ophiuchus, a unos 378 años-luz de distancia. Este sistema estelar se convirtió en el primero observado con ondas de densidad en el disco, lo que le confiere una estructura en espiral. Elias 2-27 se encuentra cerca de la estrella doble Rho Ophiuchi (5 Ophiuchi).

## Disco

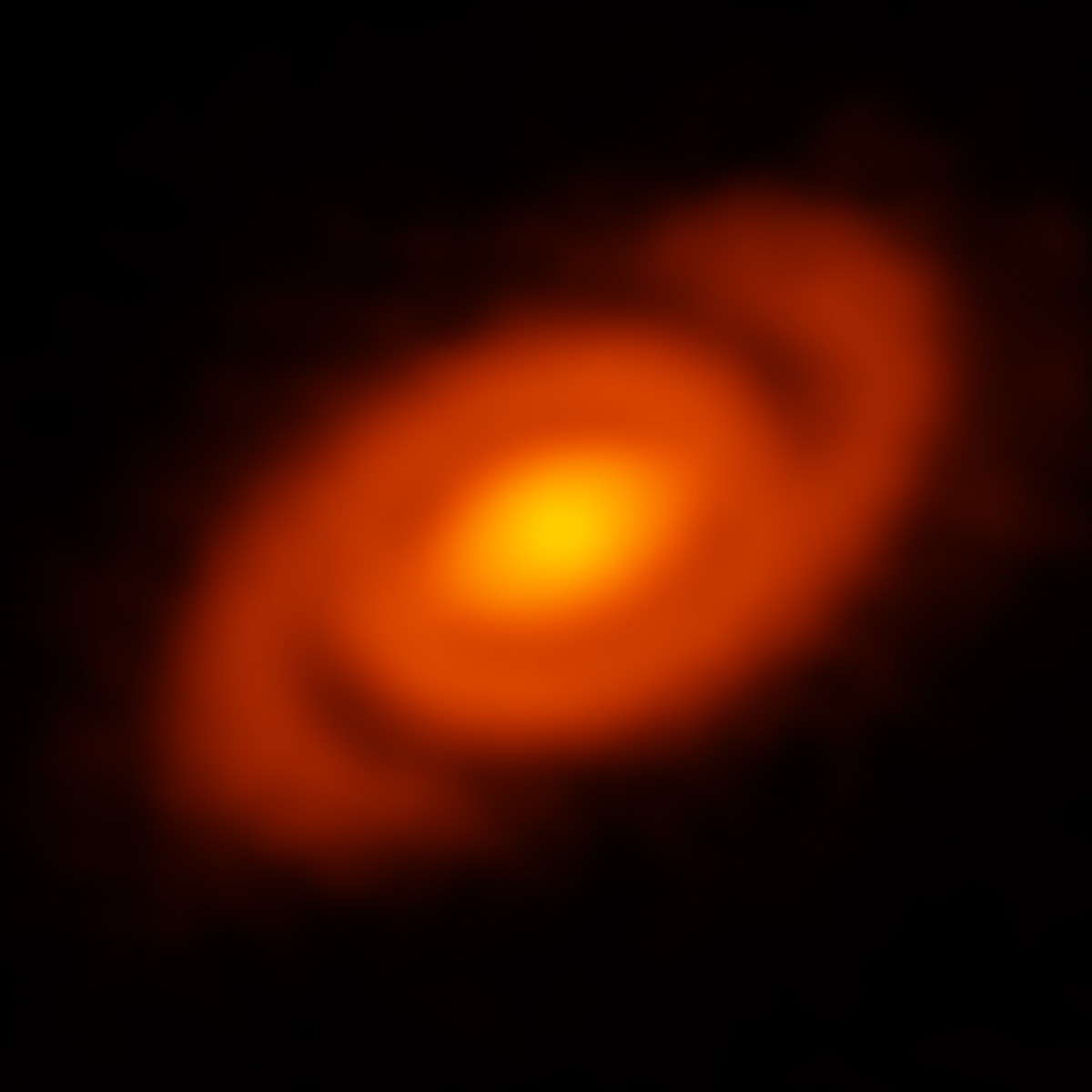
Disco protoplanetario que rodea a la joven estrella Elias 2-27, ubicada a unos 378 años luz de distancia.

En 2016, utilizando observaciones del radiotelescopio ALMA, se descubrió que las perturbaciones en el disco organizaban los desechos del mismo en una estructura de molinete, con brazos en espiral de barrido. Esta estructura es diferente a otros sistemas ya estudiados, ya que no suelen tener unos brazos espirales tan marcados a tan temprana edad. Esto marca la primera instancia de tal observación en un disco protoplanetario, aunque ya se habían predicho anteriormente. Lamentablemente en este estudio no se pudo determinar el origen de las inestabilidades gravitacionales, ya que era necesario más observaciones en múltiples bandas para poder así explorar la estructura de las espirales (tanto su gas como su polvo). Los brazos espirales comienzan en 100 UA (14 959 787 070 km) y se extienden hasta 300 UA (44 879 361 210 km). El disco tiene un espacio de 14 AU de ancho en un radio de 69 AU con una cantidad reducida de polvo, además el disco es muy masivo, de alrededor de a 0.08 Masas solares.
En 2021, un equipo de científicos liderado por las astrónomas chilenas Teresa Paneque y Laura Pérez, observaron por primera vez de manera profunda las estructuras espirales de Elias 2-27; descubriendo que las inestabilidades gravitacionales son el origen de las espirales en el continuo de polvo que rodea a la estrella, más que la interacción con un planeta o estrella acompañante. Este estudio confirma las predicciones hechas por el equipo de Cassanda Hall sobre inestabilidad gravitacional en discos protoplanetarios.